# Sisnando Davides
Sisnando (of Sesnando) Davides (gestorven: 25 augustus 1091) was een Mozarabische edelman en militaire leider uit de Reconquista.

## Biografie
Sisnando Davides werd geboren in de regio van Coimbra. In zijn jeugd werd hij gevangen genomen door Arabische slavenhandelaars uit Sevilla waar hij vervolgens zijn opvolging verkreeg. Davides hield vast aan zijn christelijk geloof en wist binnen de Taifa Sevilla op te klimmen tot hoge bestuurlijke posten. Toch raakte hij in onmin met de bestuurders van de stad waardoor hij genoodzaakt was om Sevilla te verlaten en zijn geluk noordwaarts te beproeven.
Koning Ferdinand I van León nam hem vervolgens in dienst. Nadat deze koning de stad Coimbra had veroverd stelde hij Davides aan als de nieuwe graaf van Coimbra. Hij wist vervolgens zijn plek in de Portugese adel te verwerven door te trouwen met de dochter van Nuno Mendes, Loba Aurovelido. Nadat koning Alfons VI van León de stad Toledo veroverde in 1085 stelde hij Davides aan als gouverneur over de pas veroverde stad.
Zowel islamitische als christelijke bronnen prezen het efficiënte bestuur dat hij in de stad voerde. Davides voerde een politiek van cultureel pluralisme in de stad, maar deze werd gedwarsboomd door de keuze van koningin Constantia van Bourgondië en bisschop Bernard van Sedirac om van de grote moskee van de stad een kathedraal te maken. Davides overleed in 1091 in Coimbra en werd begraven in de oude kathedraal van de stad. Hij werd na zijn dood opgevolgd door zijn schoonzoon Martim Monez die in 1093 afgezet zou worden.